# جایزه بزرگ بلژیک ۱۹۸۵
جایزه بزرگ بلژیک ۱۹۸۵ (انگلیسی: ‎1985 Belgian Grand Prix‎) یک مسابقهٔ موتوری در رشتهٔ اتومبیل‌رانی فرمول یک بود که در تاریخ ۱۵ سپتامبر ۱۹۸۵ در اسپا-فرانکورشان واقع در اسپا، بلژیک برگزار شد. این گراند پری در میان ۱۶ گراند پری در فصل ۱۹۸۵، مسابقهٔ شمارهٔ ۱۳ بود.
در این مسابقه که در ۴۳ دور و به مسافت ۳۰۱٫۱۷۲ کیلومتر (۱۸۷٫۱۴۰ مایل) برگزار شد، پول پوزیشن توسط آلن پروست کسب شد و سریع‌ترین زمان برای طی یک دور پیست که برابر با ۲:۰۱٫۷۳۰ بود نیز توسط آلن پروست به ثبت رسید.
آیرتون سنا از تیم ویلیامز-هوندا، نایجل منسل از تیم ویلیامز-هوندا و آلن پروست از تیم مک‌لارن-تگ به‌ترتیب مقام‌های اول تا سوم مسابقه را کسب کردند.

## رده‌بندی قهرمانی پس از مسابقه
| جایگاه | راننده         | امتیاز |
| ------ | -------------- | ------ |
| ۱      | آلن پروست      | ۶۹     |
| ۲      | میشل آلبورتو   | ۵۳     |
| ۳      | آیرتون سنا     | ۳۲     |
| ۴      | الیو دو آنجلیس | ۳۱     |
| ۵      | ککه روسبرگ     | ۲۱     |
| منبع:  |                |        |

| جایگاه | سازنده        | امتیاز |
| ------ | ------------- | ------ |
| ۱      | مک‌لارن-تگ     | ۸۳     |
| ۲      | فراری         | ۷۷     |
| ۳      | لوتوس-رنو     | ۶۳     |
| ۴      | ویلیامز-هوندا | ۳۴     |
| ۵      | برابام-ب‌ام‌و   | ۲۶     |
| منبع:  |               |        |

یادداشت
- تنها پنج جایگاه نخست از هر رده‌بندی نمایش داده شده‌است.